# (72687) 2001 FW68
(72687) 2001 FW68 – planetoida z pasa głównego asteroid okrążająca Słońce w ciągu 4,6 lat w średniej odległości 2,76 j.a. Odkryta 19 marca 2001 roku.